# 吉岡稔真
吉岡 稔真（よしおか としまさ、1970年6月15日 - ）は、日本の元競輪選手。現在は競輪解説者・評論家。福岡県北九州市小倉南区出身。血液型はA型。座右の銘は「不動心」。

## 競輪選手時のデータ
日本競輪学校（当時。以下、競輪学校）第65期卒業。現役時は日本競輪選手会福岡支部所属。師匠は森山慎雄。初出走は1990年4月7日、小倉競輪場。初勝利は1990年5月27日。
通算成績1279戦中586勝、生涯獲得賞金は歴代3位となる16億8866万4299円だった。
2007年1月12日、選手登録削除。
弟の啓史（75期）、邦彦（84期）も、ともに元競輪選手。

## 競輪選手時の戦績
豊国学園高等学校卒業後に競輪学校へ入学。高校時代には特にスポーツ経験はなかったが、競輪学校在学中に頭角を現し、競走成績2位で卒業（1位は山本真矢、卒業記念レース優勝者は適性入学者の古川圭）。
1990年3月5日に選手登録。在学中からの内臓疾患によりデビュー直後こそ振るわなかったものの、完治後は素質が開花し怒涛の快進撃を続け、S級へ特進。更に全国のファンにその存在を知らしめたのは1990年の立川GPシリーズのS級戦であった。ここで吉岡は準決勝・決勝と大名マークの佐々木浩三を全く寄せつけず1周半を逃げ切っており、正真正銘の一級品であることを印象づけた。
1992年にはデビュー3年目（当時の最速記録）で日本選手権競輪、競輪祭の特別競輪を制覇。そしてその年のKEIRINグランプリでも優勝（歴代6人目）し、当時賞金制プロスポーツによる史上最高獲得額である1億9002万円を獲得し、一躍競輪界のスター選手になった。
その走りは当時ブームのF1から「F1先行」の異名を取り、同年に引退した中野浩一の後継者として注目された。吉岡絡みの車券に売れ行きが集中する「吉岡オッズ」という言葉も生まれた。
1995年は前年まで3連覇した競輪祭を、世界選手権での左鎖骨骨折のため負傷欠場。年末のKEIRINグランプリでは、その年の特別競輪を3勝した神山雄一郎とのマッチレースを制した。それから暫くの間は、競輪界は吉岡・神山の「両横綱」でタイトルを分け合う時代が続いた。
1996年6月14日、久留米競輪場にて通算300勝を達成（選手登録から6年3か月9日）。
だが、1999年の大垣競輪場での全日本選抜競輪を最後に、当時多くの特別競輪競走で連係していた同じ九州地区の井上茂徳の引退や、他の選手からの激しいマークなどによる度重なる落車によってタイトルから遠ざかり、記念競輪でも満足に勝てない日が続いた。2003年に広島競輪場での共同通信社杯競輪で久々にGII以上のタイトルを取り、完全復活かと思われたが再び低迷。しかし2006年に立川競輪場で行なわれた日本選手権競輪において逃げ切って優勝し 、遂にGI優勝による「F1」復活を果たした。
2006年12月27日付のスポーツニッポンが、同年12月30日に京王閣競輪場で開催されるKEIRINグランプリ06を最後に吉岡が現役引退すると報じた。この報道について吉岡は、グランプリ前検日の記者会見で「今はグランプリに集中したい」と否定も肯定もしなかった。
こうして迎えた本番、吉岡は同じ九州の井上昌己の番手で勝負することもできたものの、あえてそれをせず自力勝負を選択。最終周回7番手より渾身の捲りを放つも、不発に終わり9着に敗れた。グランプリの表彰式終了後、ファンの前で正式に現役引退を表明し、ラストランを行った。
なお、オールスター競輪におけるファン投票では過去何度も1位に選ばれているが、オールスター競輪だけはGIの中で唯一優勝しておらず、特別競輪全冠制覇（グランドスラム）は叶わなかった。

## 主な獲得タイトルと記録
1992年
日本選手権競輪（前橋競輪場）
競輪祭競輪王戦（小倉競輪場）
KEIRINグランプリ'92（平塚競輪場）
1993年
競輪祭競輪王戦（小倉競輪場）
1994年
寬仁親王牌（前橋競輪場）
競輪祭競輪王戦（小倉競輪場）
1995年
KEIRINグランプリ'95（立川競輪場）
1996年
日本選手権競輪（千葉競輪場）
高松宮杯競輪（大津びわこ競輪場）
1997年
高松宮杯競輪（大津びわこ競輪場）
1998年
日本選手権競輪（西武園競輪場）
1999年
全日本選抜競輪（大垣競輪場）
2006年
日本選手権競輪（立川競輪場）
- 優勝回数　106
- 年間賞金王3回 - 1992年、1994年、1996年
- S級最多連勝（18連勝） -  1994年

従来の記録は、滝澤正光の16連勝だった。KEIRINグランプリ'93で2着の後、翌1994年は1月の和歌山記念後節からスタートし、大宮記念後節、ダービートライアル1回戦（静岡）、2月のダービートライアル2回戦（立川）、門司記念前節、そして3月8日の伊東温泉記念後節決勝までの6場所で完全優勝し18連勝を達成。ただ、続く3月23日の第47回日本選手権競輪（静岡ダービー）初日特選で山田裕仁に敗れ、記録はストップした（4着）。
2022年8月に脇本雄太が19連勝を達成し、吉岡の記録を28年ぶりに更新した。
ちなみに、A級なども合わせた連勝記録は、ロサンゼルス五輪銅メダリストの坂本勉（青森）の31連勝、デビューからの連勝記録は須田一二三の37連勝。
- バンクレコード（2022年4月現在） - 取手（10.7＝1998年）

なお、競輪祭新人王戦にはペナルティと特別競輪優勝者除外規定により出場していない。特別競輪優勝による除外を受けたのは、今のヤンググランプリを通じても吉岡稔真が唯一である。

## 競走スタイル
デビュー時には圧倒的なトップスピードと持久力で競輪の頂点に上り詰めた。一旦かかってしまえばタレない（スピードが充分に乗ってしまえば、最後の直線でもほとんどスピードが落ちない）という、典型的な地脚（じあし）型の選手。そのため短距離の加速に弱点があり、他の選手が突然ダッシュよく仕掛けた場合は後方に置かれるケースがしばしば見受けられたものの、全盛時はそれをも巻き返す強烈な脚力を誇っていた。
デビュー当時の吉岡は、積極的に先頭を奪う必要があったことから、競輪界に知らしめた2周半先行（残り1000mからの先行）を行っていた程である。ちなみに、現在の競輪では400mバンクにおいては赤板（残り800m程度）を過ぎなければ先頭誘導員を追い抜いてはならない規則となっているが、これは競輪競走における勝負所を早めに作らない意味で設けられた規制である。
選手生活の晩年は、長距離の先行が影を潜め、レースによっては同郷の若手選手に機関車（先行）を託すこともあったが、上記の理由で追走にも難があったため、引退時まで自力中心の戦法を用いていた。引退時まで自力でのトップスピードは衰えることなく、後方からの「F1捲り」が決まる時は全盛期を彷彿とさせる圧勝を演じた。ラストランとなった2006年末のKEIRINグランプリでは、周回中場内の大きな声援に包まれ「ファンの声援に涙が止まらなくて、競走にならなかった」とその感激を口にしている。

## 国際大会
世界選手権自転車競技大会トラックレースには、1991年大会から1995年大会まで参加した。1993年大会のケイリンでは3位になった。

## 引退後の活動について
KEIRINグランプリ06終了後の記者会見で吉岡は、今後の活動について「未定」としながらも、自分の存在を知ってもらえたのは競輪があったこそなので、「全国の競輪場を回ってファンのみなさんにあいさつがしたい」と述べた。
その後は、2007年2月よりスポーツニッポンの専属評論家、同年3月よりSPEEDチャンネルの専属解説者として活動している。また、全国各地で講演会などを通して競輪の普及活動を行なっている。
これらの活動と並行して、現役時代より、彼を慕って弟子になるなどした後輩の競輪選手達との練習サークル「不動會」（ふどうかい）において練習の指導を行っている。「不動會」所属の主な選手には渡部哲男（愛媛）・大塚健一郎（大分）・園田匠（福岡）・小川勇介（福岡）・岩谷拓磨（福岡）・中川聖大（福岡）などがいる。
彼のホームバンクであった小倉競輪場ではその功績を称え、2007年より「吉岡稔真カップ」を創設することになった。第1回吉岡稔真カップは2007年7月17日から7月19日までの日程で開催され、翌年以降も年1回開催されている。さらに2013年8月、同場内に「TOSHIMASA MUSEUM」というスペースが開館した。
2019年、Kドリームスが制作する「本気の競輪TV」の解説陣に加わり、中野浩一・後閑信一とのトリオで解説を担当している。2024年に脳梗塞に罹患し現在は闘病中である。
闘病中の2024年8月に再婚している。

## エピソード
- 1996年2月5日（月）には、『笑っていいとも!』のテレフォンショッキングに出演（長江健次→吉岡→林家いっ平）。
- 同じ北九州市出身の公営競技選手の、植木通彦（元競艇選手、引退）と交流があり、「植木さんちの周りの道路はきれいだけれども、うちのまわりは全然だ。税金は、平等に使われているんですかね？」と獲得賞金額が若干上回り、市への納税額も多いであろう植木に対して、このような冗談を言うほどの間柄である。
- 競輪ファンの中でも特に高原永伍のファンが息子に「永伍」と名付け、その息子が実際に競輪選手になった例が幾つかあるが、現役選手の中には吉岡にあやかった「稔真」という名前の選手もいる（伊藤稔真＜111期、三重＞、八嶋稔真＜113期、北海道＞）。